# Jia Xiuquan
Jia Xiuquan (xinès tradicional: 賈秀全, xinès simplificat: 贾秀全, pinyin: Jiǎ Xiùquán; Dalian, 9 de novembre de 1963) és un ex-futbolista i entrenador xinès que s'exercia com defensor. En el Bayi va ser on va realitzar gran part de la seva carrera professional.

## Trajectòria
Jia Xiuquan predominantment va jugar la majoria de la seva carrera en Bayi. Durant el seu temps en Bayi, els va veure guanyar dos títols de lliga, el seu primer títol en 1981, i el seu segon en la temporada de 1986. Va guanyar la Pilota d'Or en 1983, 1984 i 1986 de l'Associació de Futbol de la Xina. En 1988 es va traslladar al trasllat al principal equip de la Lliga Iugoslava el FK Partizan juntament amb Liu Haiguang.
Jia, i Liu van arribar a Belgrad durant les vacances d'hivern de la temporada 1987-88. Jia va jugar 10 partits en la lliga durant la segona meitat de la temporada 1987-88, finalitzant segon Partizan per darrere d'un punt de l'Estrella Roja.
Sobre el final de la seva carrera va jugar en Malaysia Royal Police FA i després en el Gamba Osaka. Al Gamba Osaka va disputar 25 partits i finalitzaria la seva carrera el 1993.

## Clubs

### Com a jugador
| Club        | País       | Any         |
| ----------- | ---------- | ----------- |
| Bayi        | Xina       | 1976 - 1987 |
| FK Partizan | Iugoslàvia | 1987 - 1989 |
| PDRM FA     | Malàisia   | 1991 - 1992 |
| Gamba Osaka | Japó       | 1992 - 1993 |

### Com a entrenador
| Club             | País | Any         |
| ---------------- | ---- | ----------- |
| Bayi             |      | 1994 - 1995 |
| Shaanxi Guoli    |      | 1995 - 1998 |
| Bayi             |      | 2001 - 2003 |
| Henan Jianye     |      | 2008        |
| Shanghái Shenhua |      | 2008 - 2009 |
| Henan Jianye FC  |      | 2014 -      |